# Diocesi di Limata
La diocesi di Limata (in latino: Dioecesis Limatensis) è una sede soppressa e sede titolare della Chiesa cattolica.

## Storia
Limata, nel territorio di Mila nell'odierna Algeria, è un'antica sede episcopale della provincia romana di Numidia.
Unico vescovo conosciuto di Limata è Purpurio, vissuto all'inizio del IV secolo, di cui parla Ottato nel suo De schismate Donatistarum. Secondo le parole di Ottato, Purpurio bruciò i libri sacri durante la persecuzione di Diocleziano. Lo stesso vescovo fu presente, secondo la testimonianza di Agostino, al concilio di Cirta del 5 marzo 305, convocato sotto la presidenza di Secondo di Tigisi, per procedere alla consacrazione del nuovo vescovo locale. Durante la riunione Purpurio fu accusato da Secondo di aver ucciso le due figlie di sua sorella, cosa che il vescovo non negò. Ma Purpurio passò al contrattacco, accusando a sua volta Secondo di aver ottenuto la libertà durante la persecuzione di Diocleziano bruciando anche lui i libri sacri. Altre accuse furono rivolte a Purpurio durante la riunione sinodale svoltasi a Tamugadi l'8 dicembre 320.
Dal 1933 Limata è annoverata tra le sedi vescovili titolari della Chiesa cattolica; dal 21 febbraio 1998 il vescovo titolare è Marian Florczyk, vescovo ausiliare di Kielce.

## Cronotassi

### Vescovi residenti
- Purpurio † (prima del 303 - dopo il 320) (vescovo donatista)

### Vescovi titolari
- Napoléon-Alexandre Labrie, C.I.M. † (30 marzo 1938 - 22 dicembre 1945 nominato vescovo di Golfo di San Lorenzo)
- John Raphael Hagan † (27 aprile 1946 - 28 settembre 1946 deceduto)
- Juan Callanta Sison † (10 maggio 1947 - 20 agosto 1956 nominato arcivescovo coadiutore di Nueva Segovia)
- Guillermo Bolatti † (2 febbraio 1957 - 11 luglio 1961 nominato vescovo di Rosario)
- Lorenzo Michele Joseph Graziano, O.F.M. † (11 agosto 1961 - 10 gennaio 1968 succeduto vescovo di San Miguel)
- Maturino Blanchet, O.M.I. † (15 ottobre 1968 - 9 novembre 1974 deceduto)
- Giovanni Benedetti † (12 dicembre 1974 - 25 marzo 1976 nominato vescovo di Foligno)
- Edward Kisiel † (3 maggio 1976 - 5 giugno 1991 nominato vescovo di Białystok)
- Marko Culej † (7 gennaio 1992 - 5 luglio 1997 nominato vescovo di Varaždin)
- Marian Florczyk, dal 21 febbraio 1998